# 26507 Mikelin
26507 Mikelin è un asteroide della fascia principale. Scoperto nel 2000, presenta un'orbita caratterizzata da un semiasse maggiore pari a 2,7157531 UA e da un'eccentricità di 0,1153421, inclinata di 1,89905° rispetto all'eclittica.